# Maria Trzcińska-Fajfrowska

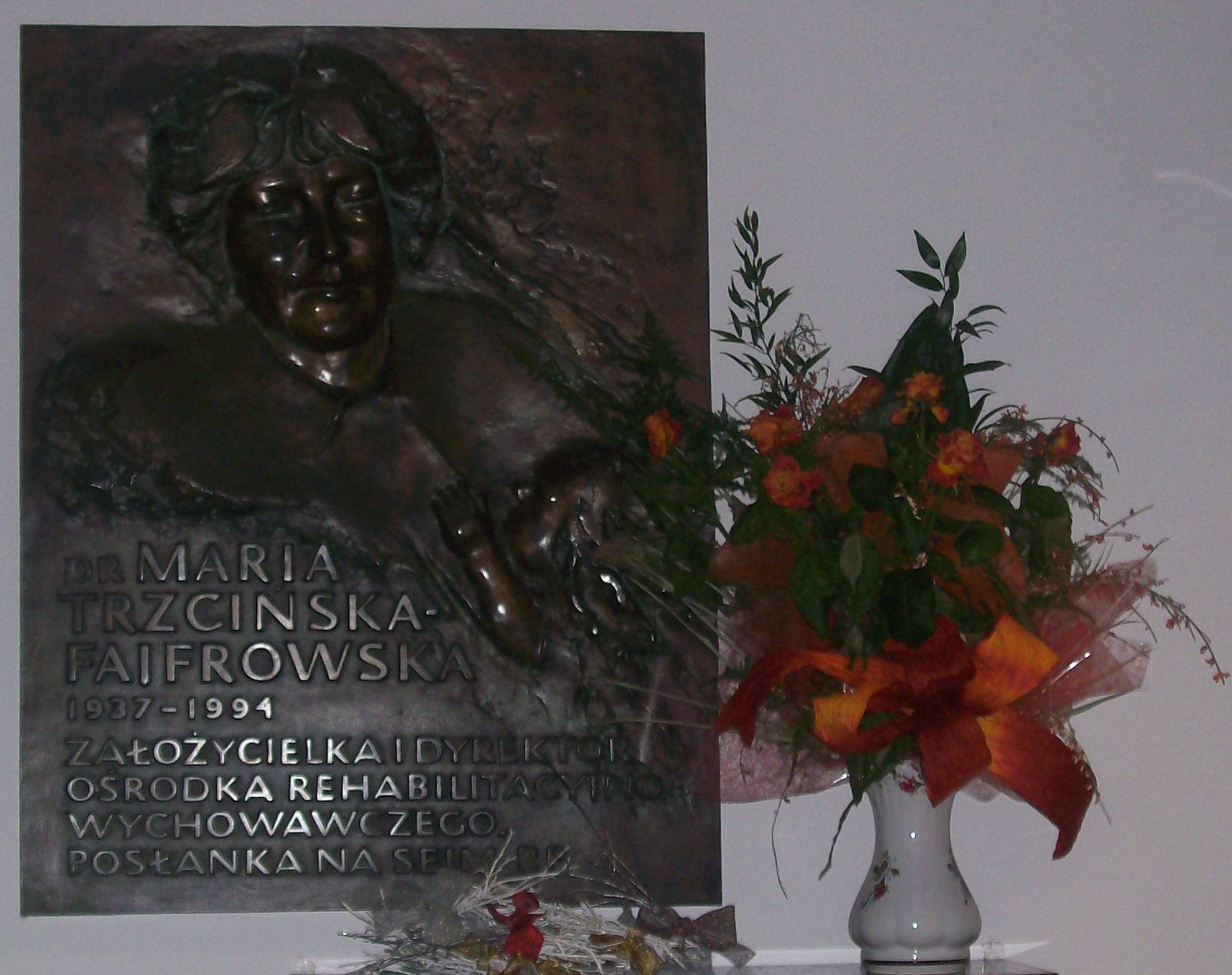
Tablica upamiętniająca Marię Trzcińską-Fajfrowską

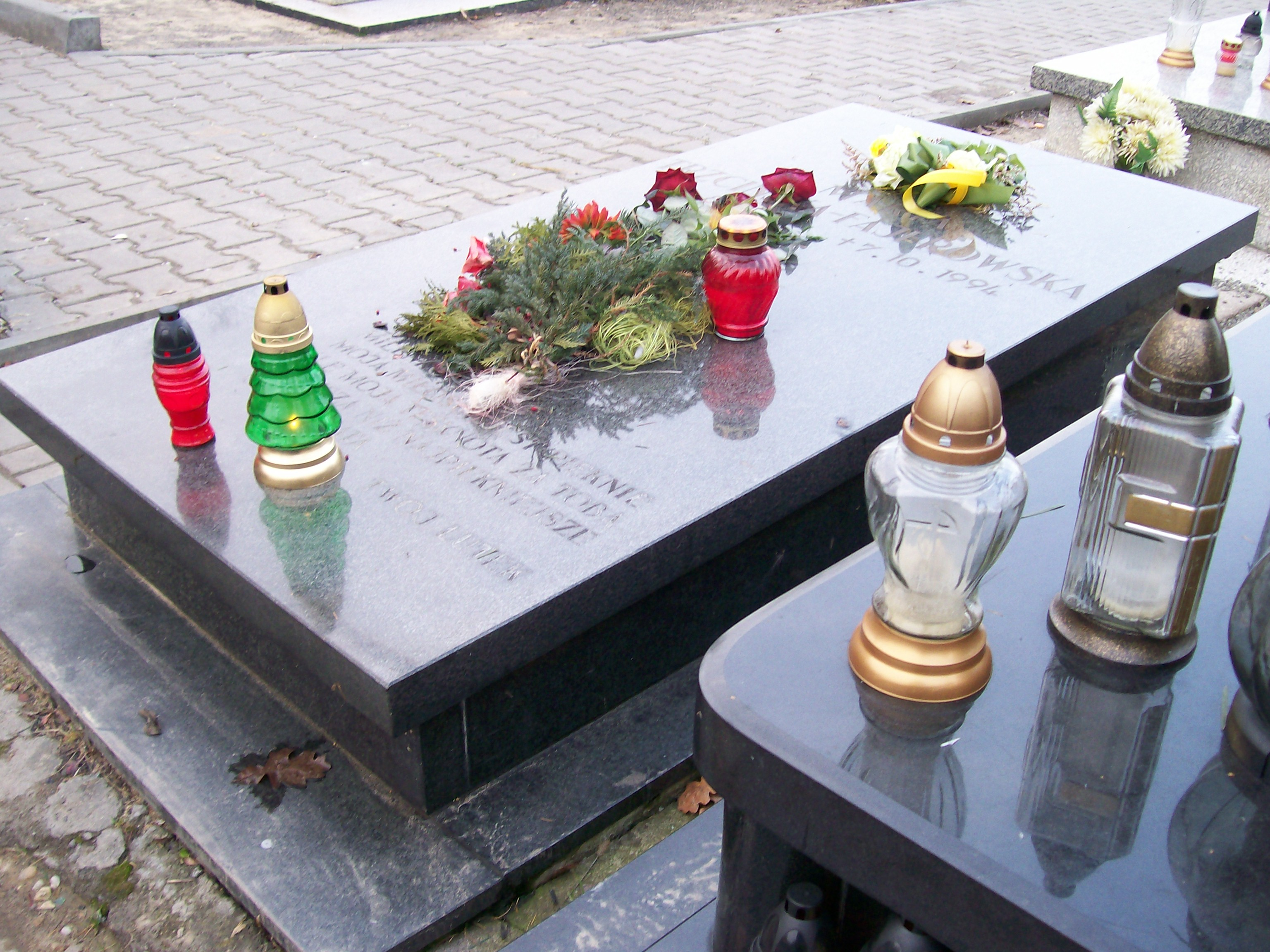
Grób Marii Trzcińskiej-Fajfrowskiej

Maria Trzcińska-Fajfrowska (ur. 1 sierpnia 1937 w Poznaniu, zm. 7 października 1994 w Krzeczowie) – polska lekarka, posłanka na Sejm II kadencji.

## Życiorys
Córka Józefa, w 1939 jej ojciec został rozstrzelany przez Niemców za działalność patriotyczną i udział w powstaniu wielkopolskim. Wraz z matką została wysiedlona do Garwolina, następnie do Częstochowy, w 1945 zamieszkała w Szopienicach. W 1962 ukończyła studia medyczne na Wydziale Lekarskim Śląskiej Akademii Medycznej, po których podjęła pracę w szpitalu miejskim w Janowie i poradni dla dzieci w Giszowcu. Była twórczynią pierwszego w Polsce Dziennego Domu Opieki dla Dzieci Specjalnej Troski w Katowicach Giszowcu.
W 1993 została wybrana na posła II kadencji Sejmu z listy Unii Demokratycznej w okręgu katowickim. Pracowała w Komisji Zdrowia i Polityki Społecznej. W 1994 przystąpiła do Unii Wolności.
7 października 1994 zginęła w wypadku drogowym we wsi Krzeczów koło Rabki, w którym śmierć ponieśli także posłowie Halina Licnerska, Wanda Sokołowska i Marian Korczak oraz pracownik Kancelarii Sejmu.
Została pochowana na cmentarzu przy ul. Górniczego Stanu w Katowicach-Giszowcu.
W 1996 została pośmiertnie odznaczona Krzyżem Oficerskim Orderu Odrodzenia Polski, wcześniej dwukrotnie odznaczona Złotym Krzyżem Zasługi.

## Upamiętnienie
- Tablica pamiątkowa odsłonięta przy wejściu do Sali Konferencyjnej w Nowym Domu Poselskim (sali obrad m.in. Komisji Polityki Społecznej i Rodziny) we wrześniu 2015[2].